# Valdallière
Valdallière es una comuna nueva francesa situada en el departamento de Calvados, de la región de Normandía.

## Historia
Fue creada el 1 de enero de 2016, en aplicación de una resolución del prefecto de Calvados de 13 de octubre de 2015 con la unión de las comunas de Bernières-le-Patry, Burcy, Chênedollé, Estry, La Rocque, Le Désert, Le Theil-Bocage, Montchamp, Pierres, Presles, Rully, Saint-Charles-de-Percy, Vassy y Viessoix, pasando a estar el ayuntamiento en la antigua comuna de Vassy.

## Demografía
| Gráfica de evolución demográfica de Valdallière entre 1800 y 2013 |
|                                                                   |

Los datos entre 1800 y 2013 son el resultado de sumar los parciales de las catorce comunas que forman la nueva comuna de Valdallière, cuyos datos se han cogido de 1800 a 1999, para las comunas de Bernières-le-Patry, Burcy, Chênedollé, Estry, La Rocque, Le Désert, Le Theil-Bocage, Montchamp, Pierres, Presles, Rully, Saint-Charles-de-Percy, Vassy y Viessoix de la página francesa EHESS/Cassini. Los demás datos se han cogido de la página del INSEE.

## Composición
| Comuna delegada        | Código INSEE | Población (2013) | Superficie (km²) | Densidad (hab./km²) |
| ---------------------- | ------------ | ---------------- | ---------------- | ------------------- |
| Bernières-le-Patry     | 14065        | 560              | 15.67            | 36                  |
| Burcy                  | 14113        | 387              | 11.52            | 34                  |
| Chênedollé             | 14156        | 239              | 6.91             | 35                  |
| Estry                  | 14253        | 360              | 10.75            | 33                  |
| La Rocque              | 14539        | 91               | 4.93             | 18                  |
| Le Désert              | 14222        | 82               | 3.88             | 21                  |
| Le Theil-Bocage        | 14686        | 240              | 8.86             | 25                  |
| Montchamp              | 14442        | 598              | 16.20            | 37                  |
| Pierres                | 14503        | 192              | 9.73             | 20                  |
| Presles                | 14521        | 282              | 9.03             | 31                  |
| Rully                  | 14549        | 214              | 9.97             | 21                  |
| Saint-Charles-de-Percy | 14564        | 204              | 6.61             | 31                  |
| Viessoix               | 14746        | 832              | 12.87            | 65                  |